# Familia Contarini

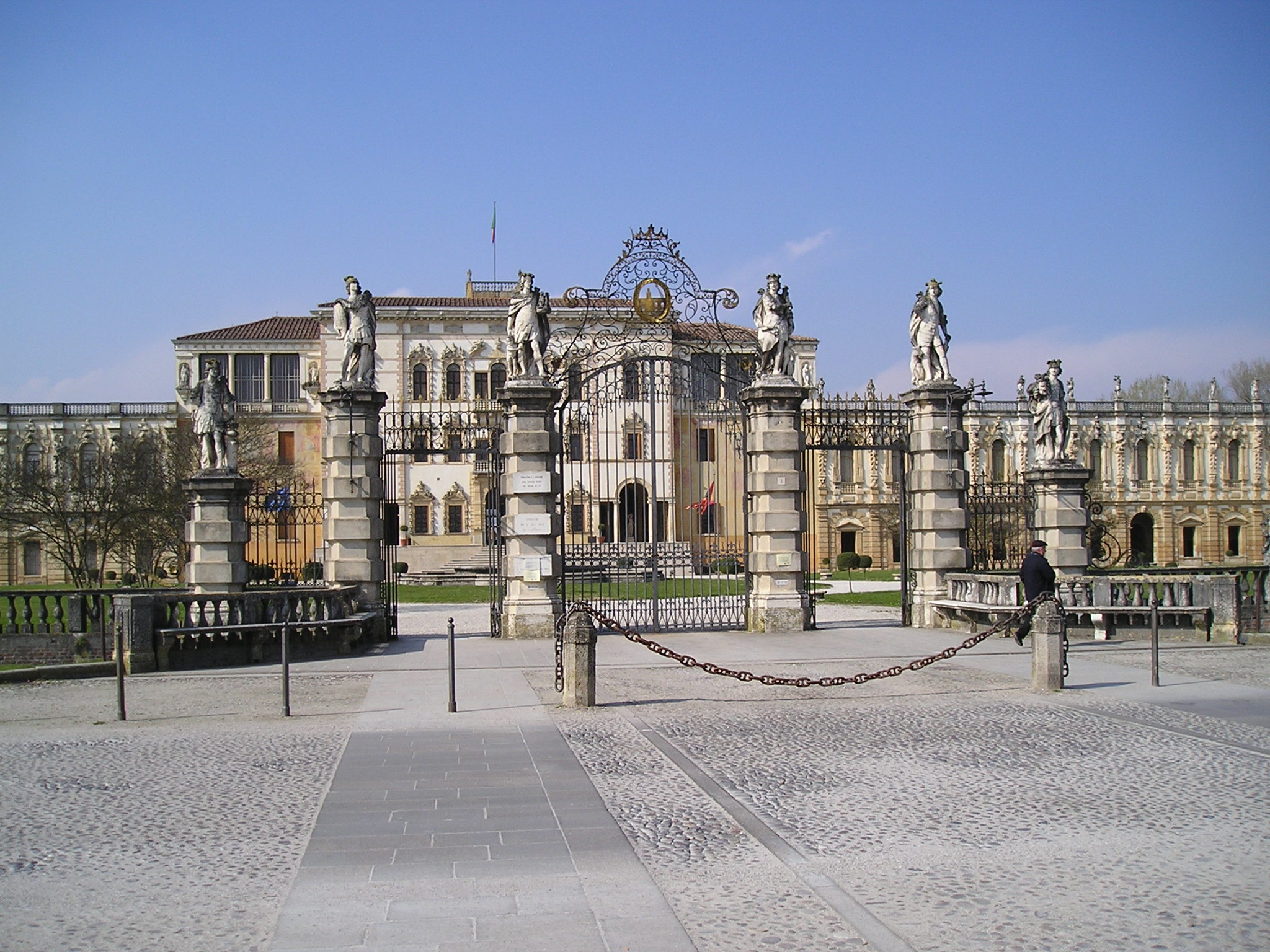
Villa Contarini, construida por orden de Paolo y Francesco Contarini.

La familia Contarini es una destacada familia veneciana de la que surgieron ocho doges de la República de Venecia, así como otros notables personajes.

## Historia
La familia Contarini fue una de las más antiguas familias fundadoras de la República de Venecia y sigue proveyendo en la actualidad miembros de la aristocracia en diferentes países europeos. 
En el año 960 se hace la primera mención documentada verificada de la familia Contarini. 
Los Contarini llevaron a la República de Venecia a la vanguardia internacional gracias a las innovaciones en tecnología, el comercio, tanto de importación como de exportación, la ciencia, la religión, el arte, la banca y las finanzas, así como en la diplomacia y la guerra. Muchos venecianos ricos, como los Contarini, disfrutaron de muchos beneficios monetarios y otros privilegios pues dominaron el comercio de especias, lo que facilitaba una larga longevidad, un requisito fundamental para la asunción del papel de los Dux, ya que la posición de un dogo exigía el siguiente requisito: debe ser un octogenario que disfrute de salud, la riqueza y la sabiduría. 
La República de Venecia, de una forma u otra, duró como estado en funcionamiento independiente por más de 1500 años, hasta que la marcha de Napoleón a Venecia significó su desaparición. 

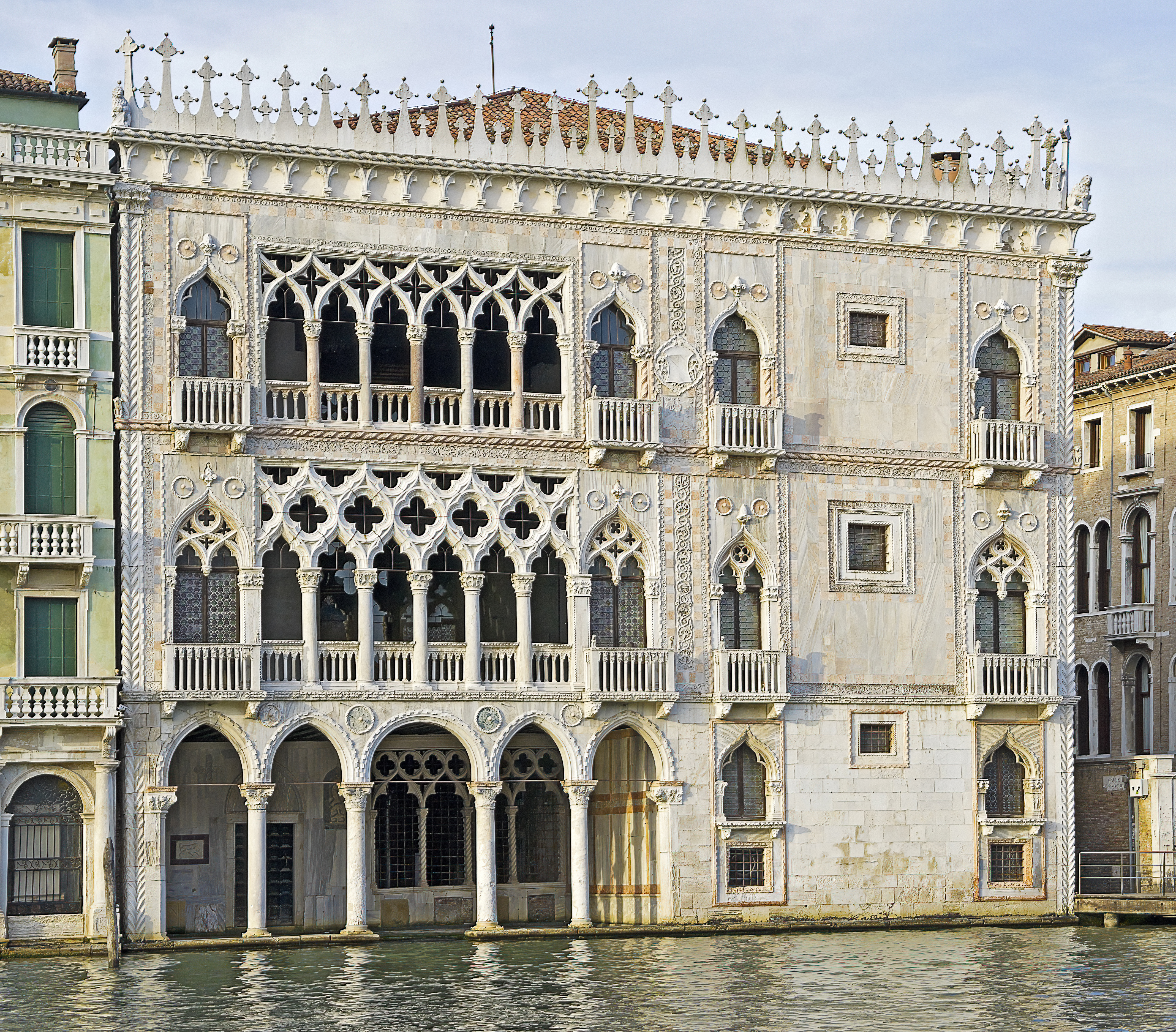
Fachada de Ca' d'Oro construida bajo Marino Contarini.

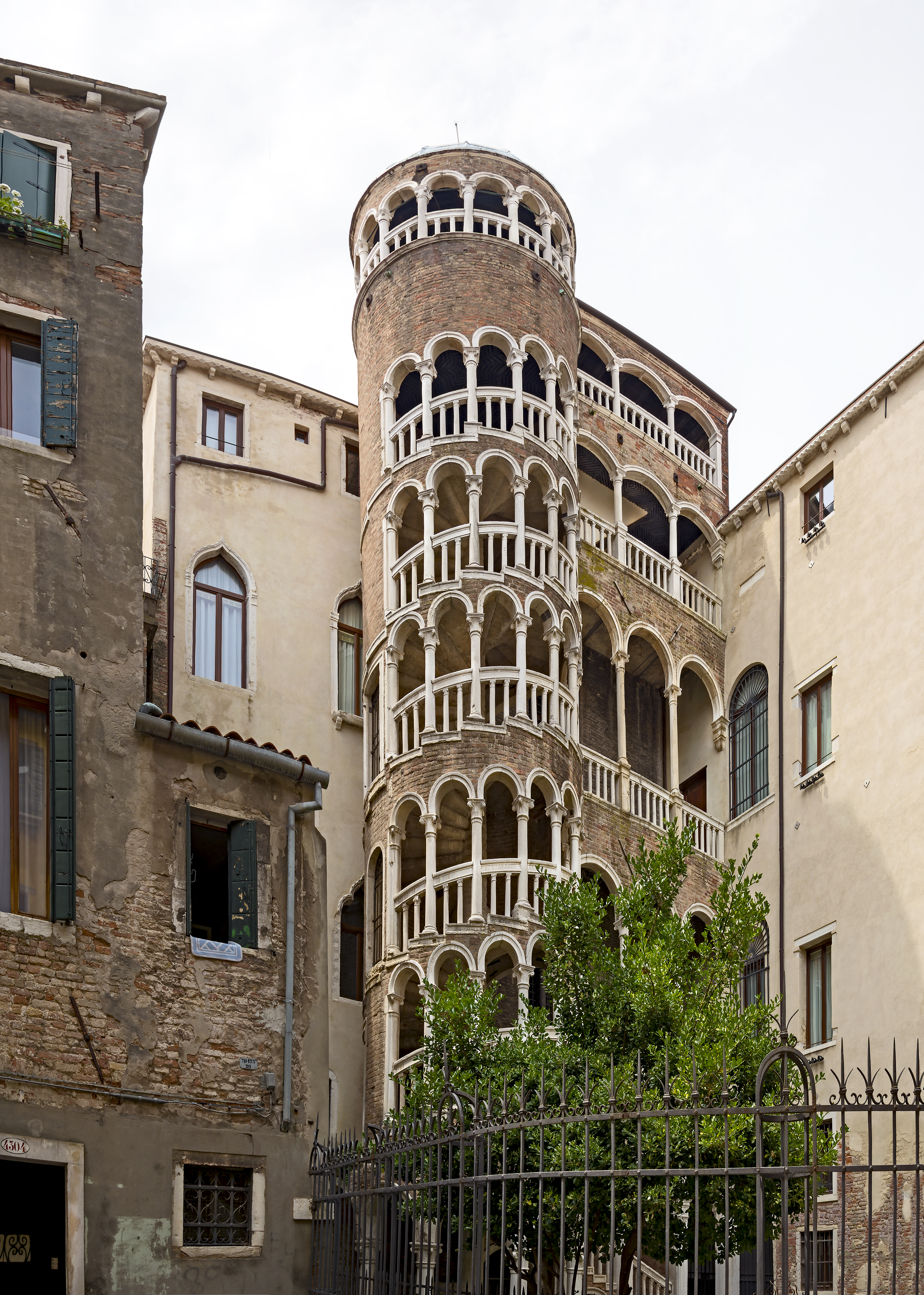
El Palacio Contarini del Bovolo, Venecia.

El arquitecto renacentista Andrea Palladio, quien fue contratado por la familia Contarini, diseñó varios de los más destacados ejemplos de arquitectura neoclásica, en los alrededores de la región del Véneto. 

## Miembros notables
- Domenico I Contarini (muerto en 1071), dux de Venecia, 1043-1071
- Jacopo Contarini (1194-1280), dux de Venecia
- Andrea Contarini (muerto en 1382), dux de Venecia
- Bartolomeo Contarini (siglo XV), gobernador del ducado de Atenas de Francesco I Acciaioli
- Maffio Contarini, (muerto en 1460), patriarca de Venecia
- Ambrogio Contarini (1429-1499), diplomático
- Gasparo Contarini (1483-1542), cardenal y diplomático
- Giovanni Contarini (1549-1605), pintor de la escuela veneciana
- Matteo Giovanni Contarini (muerto en 1507), cartógrafo que realizó el Planisferio de Contarini
- Nicolò Contarini (1553-1631), dux de Venecia 1630-1631
- Francesco Contarini (1556-1624), dux de Venecia 1623-1624
- Carlo Contarini (1580-1656), dux de Venecia 1655-1656
- Domenico Contarini II (1585-1675), dux de Venecia 1659-1675
- Alvise Contarini (1597-1651), diplomático que representó a Venecia en el Congreso de Münster
- Alvise Contarini (1601-1684), dux de Venecia 1676-1684
- Marco Contarini (1631-1689), inició una célebre biblioteca musical en su palacio de Piazzola sul Brenta (Padua)[1]
- Paolo y Francesco Contarini, que encargaron la Villa Contarini.
- Giacomo Contarini, matemático de Venecia
- Marino Contarini, quien encargó el palacio Ca' d'Oro.